# 須頃村
須頃村（すごろむら）は、かつて新潟県南蒲原郡にあった村。

## 沿革
- 1889年（明治22年）4月1日 - 町村制の施行により、南蒲原郡上須頃村、下須頃村及び井土巻村の区域をもって、南蒲原郡須頃村が発足する。
- 1901年（明治34年）11月1日 - 南蒲原郡大島村及び須頃村が合併して、南蒲原郡大島村が発足する。
- 1955年（昭和30年）
  - 1月1日 - 南蒲原郡大島村が三条市に編入する。
  - 3月20日 - 三条市の区域の内、旧南蒲原郡須頃村の区域にあたる大字井土巻の区域が、燕市に編入する。